# Casper Steinfath
Casper Steinfath (født 5. september 1993) er en professionel Stand Up Paddle atlet. Han er 6 x Verdensmester og 4 x Europamester, og 2 x Redbull Heavy Water Champion. I 2019 vandt han for første gang den samlede APP World Cup Titel. I 2018 blev han den første person i verden til at krydse Skagerrak farvandet på SUP. Når han ikke kæmper for guld til Danmark, holder han foredrag og underviser i både SUP og surfing. 
Filmskaber Peter Alsted har lavet to dokumentarfilm om Casper Steinfath. Den første, Standing on Water, handler om Caspers alternative opvækst i Thy, med en amerikansk surfer far, og en dansk mor fra Kolding. I 2019 kom Alsteds anden film, Skaggerak, som omhandler Caspers crossing af Skaggerak.
Casper er opvokset i Klitmøller i Thy i hjertet af det danske surfmekka, som man kalder for Cold Hawaii. Han rejser otte-ni måneder om året for at træne, undervise og deltage i konkurrencer – men når han er hjemme, hedder basen fortsat Klitmøller. I 2018 blev han kåret som Årets Thybo af Thy Erhvervsforum.

## Tidlig Karriere
I 2019 har han 10 års jubilæum som professionel SUP atlet. Karrieren blev grundlagt på en surftur til Madeira. På en dag, hvor bølgerne var små, hev hans onkel sit SUP-bræt frem og lod Casper og hans lillebror Peter padle en tur på det. Casper Steinfath var hooked med det samme, og SUP blev hurtigt hans primære passion.
Den første VM-titel kom ud af det blå i 2013 i disciplinen Technical Race, da han som totalt ukendt padlesurfer vandt over datidens store stjerne, Jamie Mitchell fra Australien i et legendarisk race, hvor de to gav hinanden en high five på sidste bølge ind mod stranden. Jamie Mitchell snublede i brændingen, og det udnyttede Casper Steinfath til løbe over målstregen som den første.
Han forsvarede sin VM-titel i technical race i 2014, genvandt den i 2016 på Fiji, og vandt bronze på distancen på hjemmebane i 2017, da VM i SUP blev afviklet i København og Thy under navnet Copencold Hawaii 2017.

## Vandt VM-guld på hjemmebane
Copencold Hawaii var en af Casper Steinfaths største oplevelser nogensinde. Han var som vicepræsident i det internationale surfforbund (ISA) en af hovedårsagerne til, at VM i Stand Up Padling kom til Danmark, og gav sig selv på den måde muligheden for at vinde et VM-guld foran familie og venner. Det var præcis, hvad der skete søndag 3. september 2017, da han vandt 200 meter sprint foran 5.000 tilskuere ved Operaen i København.
Udover de seks VM-titler har han vundet EM i technical race fire gange (2013, 2014, 2015 og 2017) og de danske mesterskaber 12 gange. I 2019 vandt han endelig en af karrierens største sejre, da han blev den samlede vinder af APP World Tour. Han er tidligere blevet nummer to og tre på APP World Touren. APP World Tour blev i 2019 afviklet over fem afdelinger i London (3), New York (1), Osaka i Japan (1), San Francisco (1) og Paris (2). Sejren kom ovenpå et skufende 2018, hvor han endte som nummer fire på APP World Touren, og kom for første gang i seks år hjem fra VM uden en individuel medalje.

## 2 x vinder af verdens mest ekstreme SUP event
I efteråret 2019  vinder Casper Steinfath et af karrierens vildeste SUP-konkurrencer, Red Bull Heavy Water ud for San Franciscos kyst. Ruten fra bugten i San Francisco under Golden Gate Bridge er hård med både modvind og modstrøm. 
Efter 12 kilometer hårdt padling når padlerne Ocean Beach, hvor de skal ind gennem bølgerne tre gange og ud to gange. En tæt tåge gør, at padlerne ikke kan se mere end 10 meter frem. De bliver skyllet rundt i vandet af de tre til seks meter høje bølger. Casper Steinfath er nummer seks på stranden efter den første bøje, men efter den anden bøje ligger han nummer et og vinder senere løbet og præmiechecken på 100.000 kroner. Sejren var en gentagelse af sejren i 2017. Red Bull Heavy Water blev ikke afviklet i 2018 på grund af for små bølger. 

## Viking Crossing - en tur på 137 km over Skagerrak
Søndag 18. marts 2018 blev Casper Steinfath den første i verden, der krydsede Skagerrak på SUP. Turen, som blev døbt Viking Crossing 2.0., var på 137 kilometer, og tog 18 timer og 26 minutter. Han tog afsted fra Kjul Strand nord for Hirtshals klokken 01.20 natten til søndag og ramte havnefronten i Kristiansand kl 19.50 søndag aften. Undervejs havde han taget 60.000 padletag. Han blev fulgt af en mindre gummibåd med livreddere om bord og et stort følgeskib med navigatorer, personligt crew, mediefolk og forplejning til den lange tur.
Han tog afsted i minus syv graders kulde, som med chillfaktoren trak temperaturen ned på minus 11 grader. Han havde problemer med at holde varmen i tæer og fingre, og vandet i vandtasken frøs til is. Han kaldte de sidste fire timer for de værste timer i hans liv på et surfbræt.
Mange har undret sig over, hvordan han tog afsted om vinteren i stedet for en lun forårsdag med lange lune nætter og varmere vejr. Det skyldes, at udfordringen er større med at padle i mørke i koldt og voldsomt vejr.
Viking Crossing 2.0 var hans andet forsøg på at krydse Skagerrak. 
Han forsøgte første gang i 2017, men måtte opgive med bare 12 kilometer tilbage. En kombination af en udadgående strøm, en stormvarsel og tiltagende udmattelse betød, at forsøget blev afblæst. Casper Steinfath brugte tiden mellem første og andet forsøg på at forberede sig bedre. I en måned stod han op klokken tre om natten for at tage ud at padle med det formål at vænne kroppen til at padle om natten. Derudover hyrede han to erfarne navigatorer, der kunne hjælpe med at finde den optimale kurs. Da han efter 18 timer og 26 minutter på vandet ramte havnen i Kristiansand, sagde han, at Viking Crossing 2.0 betød mere for ham end hans  verdensmesterskaber.
Viking Crossing blev en stor mediebegivenhed, hvor blandt andet TV2 News og TV Midtvest sendte live fra følgebåden. Viking Crossing havde et reach på Facebook på 600.000 brugere, mens op til 5,7 millioner tv-seere så med.

## Dokumentarer
I 2015 havde dokumentarfilmen Standing on Water premiere. Filmen er skabt af instruktøren Peter Alsted og tegner et ærligt portræt af Casper Steinfath og hans noget uorthodoxe opvækst. I filmen ser man flere private optagelser, som hans amerikanske far og danske mor har optaget i barndommen. Filmen blev vel modtaget i pressen.
I 2019 fik filmen om Viking Crossing 1.0 og 2.0 premiere i Danmark, under navnet Skagerrak. Filmen modtog adskillige priser, bland andet prisen for 'Best Sound Design Award' ved Portuguese Surf Film Festival i Ericeira.

## Professionel Karriere og Sponsorere
Casper Steinfath lever i dag af sin sport ved hjælp af sine sponsorer, foredragsvirksomhed og præmiepenge.
Hans sponsorer er i 2021 det lokale it-firma i Thy, NetIp,, Red Bull Danmark, og boardproducenten, Naish. Casper er derudover vicepræsident i det International Surf Forbund.

## Mesterskabsoversigt
| APP WORLD TOUR   |        |                            |
| 2019             | 1.     |                            |
| 2018             | 4.     |                            |
| 2017             | 3.     |                            |
|                  |        |                            |
| VM i SUP         |        |                            |
| 2018 i Kina      | Kobber | Stafet (landsholdet)       |
| 2017 i Danmark   | Guld   | 200 meter sprint           |
|                  | Bronze | Technical Race             |
|                  | Kobber | Stafet (landsholdet)       |
| 2016 i Fiji      | Guld   | Technical Race             |
|                  | Guld   | 200 meter sprint (testløb) |
| 2015 i Mexico    | Kobber | Technical Race             |
| 2014 i Nicaragua | Guld   | Technical Race             |
| 2013 i Peru      | Guld   | Technical Race             |
|                  | Sølv   | Distance Race              |
|                  |        |                            |
| EM i SUP         |        |                            |
| 2018             | Sølv   | Technical Race             |
|                  | Sølv   | Long Distance              |
| 2017             | Guld   | Technical Race             |
| 2015             | Guld   | Technical Race             |
| 2014             | Guld   | Technical Race             |
| 2013             | Guld   | Technical Race             |